# Saint-Amant-Tallende

Saint-Amant-Tallende este o comună în departamentul Puy-de-Dôme, Franța. În 1 ianuarie 2022 avea o populație de 1.811 de locuitori.